# Kabupaten Banyuwangi
Kabupaten Banyuwangi är ett kabupaten i Indonesien.   Det ligger i provinsen Jawa Timur, i den sydvästra delen av landet, 800 km öster om huvudstaden Jakarta. Antalet invånare är 1 556 078.